# دیهشک
دیهشک از دو کلمه ده و اشک تشکیل شده‌است و یعنی ده منسوب به اشکانیان است. در خراسان بزرگ چهار آبادی به نام دیهشک وجود دارد:
- روستای دیهشک در دشت بیاض و خضری
- روستای دیهشک در شهرستان سبزوار
- روستای دیهشک در مجاورت توس
- منطقه دیهشک در شهر طبس

انتساب این آبادی‌ها به حکومت اشکانیان قدمت تاریخی و فرهنگی این مناطق را می‌رساند. قنات دیهشک مشهور است و قدمت زیادی دارد.
روستای دیهشک از سال ۱۳۷۴ به شهر طبس الحاق گردید و هم‌اکنون به صورت یک منطقه روستا-شهری است. دیهشک باداشتن دو قنات آباد بوده [1]و دارای نخلستان‌های سر سبز و مزارع سبزی و غلات است. جمعیت این منطقه حدود ۵۰۰۰ نفر بوده و از غنای فرهنگی و علمی خاصی برخوردار است. بزرگانی همچون میرزا محمد علی منش باشی و شیخ نصرالدین و میرزا آقا میرصادقی از مشهورترین افرادی هستند که از این منطقه منشا خدمات زیادی شده‌اند.
میرزا محمد علی منشی باشی شاعر و ادیب توانای عهد مظفری به عنوان منشی مخصوص عمادالمک حاکم مقتدر طبس بود [2] وی دارای چهار  کتاب به نام‌های طرب - شلغم شوروا و شغالنامه و دیوان اشعار است که برگیرنده وقایع تاریخی طبس در زمان عمادالمک و سروده‌های بدیع و غزلیات و مثنویات در زمینه‌های مذهبی و اجتماعی می‌باشند.